# Photon OS
Photon OS ist ein minimalistisches Container-Host-Linux, das für den Betrieb auf VMware-Plattformen optimiert ist, aber auch in anderen Umgebungen laufen kann.
Photon OS enthält eine kleine Anzahl von Paketen und bietet den Benutzern eine Befehlszeilenschnittstelle. Die Standardinstallation benötigt oft weniger als 100 MB Speicher für die Ausführung. Das Betriebssystem wird mit vorinstalliertem Docker geliefert. Photon OS unterstützt die Architekturen ARM64, x64 und Raspberry Pi. Die Vorteile sind die Auslieferung mit einem für die Ausführung unter dem Hypervisor ESXi von VMware optimierten Kernel, sowie ein sicherheitsgehärtetes Gesamtsystem, in dem es die Empfehlungen des Kernel Self-Protection Project (KSPP) nutzt. VMware stellt für Container-Pakete wie Docker und Kubernetes regelmäßig Sicherheitsupdates bereit, außerdem gibt es kuratierte Pakete und Repositories. Die Pakete werden mit gehärteten Sicherheitsmerkmalen erstellt. Der Photon Management Daemon verwaltet Firewall, Netzwerk, Pakete und Benutzer auf entfernten Photon-OS-Maschinen über API-Aufrufe wie ein Befehlszeilenprogramm, Python oder REST.
Photon OS unterstützt persistente Volumes zur Speicherung der Daten von Cloud-nativen Apps auf VMware vSAN. Die Lightwave-Integration authentifiziert und autorisiert Benutzer mit Active Directory oder LDAP. Jede VMware-Umgebung nutzt Photon OS.
| 1.0 | 17. Juni 2016    |        | |
| 2.0 | 31. Oktober 2017 | 4.9    | |
| 3.0 | 7. Februar 2019  | 4.19   | ARM64 Unterstützung |
| 4.0 | 5. März 2021     | 5.10   | SELinux |
| 5.0 | 2023             | 6.1.10 | Photon OS 5.0 provides enhancements in Network Configuration Manager, PMD-nextgen, Container Runtime Security, Linux Real-Time Kernel, and TDNF Features. The release introduces the Photon OS Container Builder tool. This release of Photon OS also supports XFS and BTRFS filesystems, Control Group V2, ARM64 on Linux-esx kernel, PostgreSQL. It contains installer improvements and critical updates to the OSS packages including Linux kernel version updates. This topic summarizes what's new and different in Photon OS 5.0. |
| Legende:Ältere Version; nicht mehr unterstütztÄltere Version; noch unterstütztAktuelle VersionZukünftige Version |                  |        | |